# رایسترزتاون (مریلند)
رایسترزتاون (به انگلیسی: Reisterstown) شهری در ایالت مریلند کشور ایالات متحده آمریکا است که جمعیت آن در سرشماری سال ۲۰۱۰ میلادی، ۲۵٬۹۶۸ نفر بوده‌است.